# Езетиміб
Езетиміб, є лікарським засобом, який використовуються для лікування високого рівня холестерину в крові та деяких інших порушень ліпідного обміну. Зазвичай він використовується разом зі зміною дієти та статином. Його використання в якості монотерапії менш бажане, ніж в комплексі зі статином. Для перорального застосування. Доступний у вигляді комбінацій із фіксованою дозою езетиміб/симвастатин, езетиміб/аторвастатин, езетиміб/розувастатин, та езетиміб/бемпедова кислота.
В Україні зареєстрований під брендами Ліпобон, Езетрекс (станом на березень 2025 р.).
До побічних ефектів, про які найчастіше повідомляють, належать інфекції верхніх дихальних шляхів, біль у суглобах, діарея та втома. Серйозні побічні ефекти можуть включати анафілаксію, проблеми з печінкою, депресію та розпад м'язів. Безпека застосування під час вагітності та годування груддю невідома. Езетиміб зменшує всмоктування холестерину в кишечнику.
Езетиміб був схвалений для медичного використання в Сполучених Штатах у 2002 році. Доступні дженерики. У 2022 році він був на 79-му місці серед ліків, які найчастіше призначають у Сполучених Штатах, понад 8 мільйонів рецептів.

## Медичне використання
Додавання езетимібу до лікування високого рівню холестерину в крові статинами не впливає на загальну смертність або смертність від серцево-судинних захворювань, хоча значно знижує ризик інфаркту міокарда та інсульту. Поєднання езетимібу з симвастатином не вплинуло на загальну смертність, але знизило ризик серцевого нападу або інсульту в людей з попереднім серцевим нападом. Декілька рекомендацій щодо лікування рекомендують додавати езетиміб у окремих осіб із високим ризиком, у яких не можна досягти цільових показників ЛПНЩ лише за допомогою статинів, які максимально переносяться.
Початок прийому езетимібу разом із високоінтенсивною терапією статинами під час події гострого коронарного синдрому (ГКС) асоціювався зі значно кращим зниженням холестерину на 7-й день, через 1 місяць, 3 місяці та через 1 рік після ГКС. Це призвело до значуще меншої частоти повторних серцево-судинних ускладень (смерть з будь-якої причини, серйозний ГКС, нелетальний інсульт, нелетальний інфаркт міокарда та ішемічний інсульт).
Езетиміб показаний як доповнення до дієтичних заходів для зниження рівня певних ліпідів у людей із:
- Первинною гіперліпідемією, окремо або зі статином
- Змішаною гіперліпідемією, у комбінації з фенофібратом
- Гомозиготною сімейною гіперхолестеринемією в комбінації зі специфічними статинами
- Гомозиготною ситостеролемія

Огляд 2018 року показав, що езетиміб, який використовувався як монотерапія, трохи знизив рівень ліпопротеїну (a) у плазмі, але ефект не був настільки великим, щоб бути клінічно значущим.
Езетиміб покращує оцінку активності неалкогольної жирової хвороби печінки, але наявні дані вказують на те, що він не покращує результати стеатозу печінки.

## Протипоказання
Двома протипоказаннями до прийому езетимібу є попередня алергічна реакція на нього, включаючи симптоми висипу, ангіоневротичного набряку, анафілаксії та важке захворювання печінки, особливо при прийомі зі статином.
Езетиміб може мати значні лікарські взаємодії з циклоспорином та фібратами, крім фенофібрату.

## Несприятливі реакції
Поширені несприятливі реакції (≥1 % пацієнтів), пов'язані з терапією езетимібом, включають головний біль та/або діарею (стеаторея). Рідкісні побічні ефекти (0,1–1 % пацієнтів) включають міалгію та/або підвищення результатів тестів функції печінки (АЛТ/АСТ). Рідко (<0,1 % пацієнтів) можуть виникати реакції гіперчутливості (висип, ангіоневротичний набряк) або міопатія. Повідомлялося про випадки проблем з м'язами (міалгія та рабдоміоліз), які включені як попередження на етикетку езетимібу.
Оскільки білок NPC1L1 також регулює поглинання вітаміну К, використання езетимібу може призвести до побічних ефектів при терапії варфарином.

## Передозування
Випадки передозування езетимібом рідкісні. Згодом існує мало даних про наслідки передозування. Однак очікується, що гостре передозування езетимібу може спричинити посилення його звичайних ефектів, що призведе до рідкого випорожнення, болю в животі та втоми.

## Фармакологія

### Механізм дії
Езетиміб пригнічує всмоктування холестерину в тонкій кишці та зменшує кількість холестерину, яка зазвичай доступна клітинам печінки. Нижчий рівень холестерину в клітинах печінки змушує їх поглинати більше холестерину з кровообігу, таким чином знижуючи рівень циркулюючого холестерину. Він блокує критичний медіатор всмоктування холестерину, С1-подібний білок Німана-Піка 1 (NPC1L1) на епітеліальних клітинах шлунково-кишкового тракту, а також у гепатоцитах. Він блокує амінопептидазу N і перериває комплекс кавеолін 1 — аннексин А2, який бере участь у транспортуванні холестерину.

### Фармакокінетика
Протягом 4–12 годин після перорального прийому дози 10 мг дорослим натще досягнута середня пікова концентрація езетимібу в плазмі (Cmax) становила 3,4–5,5 нг/мл. Після перорального прийому езетиміб абсорбується та значною мірою кон'югується з фенольним глюкуронідом (активний метаболіт). Середня Cmax (45–71 нг/мл) езетиміб-глюкуроніду досягається протягом 1–2 годин. Одночасне вживання їжі (їжа з високим вмістом жиру та знежирена) не впливає на ступінь абсорбції езетимібу. Однак одночасне вживання з їжею з високим вмістом жиру підвищує його C max на 38 %. Абсолютну біодоступність визначити неможливо, оскільки езетиміб нерозчинний у водному середовищі, придатному для ін'єкцій. Езетиміб та його активні метаболіти значною мірою зв'язуються з білками плазми людини (90 %).
Езетиміб переважно метаболізується в печінці та тонкій кишці шляхом глюкуронідної кон'югації з подальшим виведенням нирками та жовчю. Як вихідна сполука, так і її активний метаболіт виводяться з плазми з періодом напіврозпаду приблизно 22 години, що дозволяє застосовувати один раз на добу. Езетиміб не має значного інгібіторного або індукторного впливу на ізоферменти цитохрому Р450, що пояснює його обмежену кількість лікарських взаємодій. Пацієнтам із хронічною хворобою нирок або помірною дисфункцією печінки (5–6 балів за Чайлд-П'ю) корекція дози не потрібна. Через недостатність даних виробник не рекомендує езетиміб пацієнтам із помірною та тяжкою печінковою недостатністю (7–15 балів за шкалою Чайлда-П'ю). У пацієнтів із легким, помірним або тяжким порушенням функції печінки середні значення AUC для загального езетимібу збільшені приблизно в 1,7 раза, у 3–4 рази та у 5–6 разів відповідно порівняно зі здоровими добровольцями.